# Burnside Avenue (Jerome Avenue Line)
Burnside Avenue is een station van de metro van New York aan de Jerome Avenue Line. Het station wordt gebruikt door lijn 4.
Van noord naar zuid:
Woodlawn · 
Mosholu Parkway · 
Bedford Park Boulevard-Lehman College · 
Kingsbridge Road · 
Fordham Road · 
183rd Street · 
Burnside Avenue · 
176th Street · 
Mount Eden Avenue · 
170th Street · 
167th Street · 
161st Street-Yankee Stadium ·
149th Street-Grand Concourse · 
138th Street-Grand Concourse · 
125th Street · 
116th Street · 
110th Street · 
103rd Street · 
96th Street · 
86th Street · 
77th Street · 
68th Street-Hunter College · 
59th Street · 
51st Street · 
Grand Central-42nd Street · 
33rd Street · 
28th Street · 
23rd Street · 
14th Street-Union Square · 
Astor Place · 
Bleecker Street · 
Spring Street · 
Canal Street · 
Brooklyn Bridge-City Hall · 
Fulton Street · 
Wall Street · 
Bowling Green · 
Borough Hall · 
Nevins Street · 
Atlantic Avenue · 
Bergen Street · 
Grand Army Plaza · 
Eastern Parkway-Brooklyn Museum · 
Franklin Avenue · 
Nostrand Avenue · 
Kingston Avenue · 
Crown Heights-Utica Avenue · 
Sutter Avenue-Rutland Road · 
Saratoga Avenue · 
Rockaway Avenue · 
Junius Street · 
Pennsylvania Avenue · 
Van Siclen Avenue · 
New Lots Avenue